# Fadrusz János
Fadrusz János (Pozsony, 1858. szeptember 2. – Budapest, Krisztinaváros, 1903. október 25.) magyar szobrászművész, a 19. századi magyar történeti szobrászat egyik legnagyobb alakja, számos országos hírű remekmű alkotója.

## Élete

### Gyermekkora
Szülei egyszerű emberek voltak, édesapja, id. Fadrusz János Morvaországból bevándorolt gazdálkodó volt, aki egy helybeli vincellér lányát, Ebinger Terézt vette feleségül. János a házaspár első gyermekeként jött a világra.
Gyermekkorában semmivel sem tűnt ki a többi gyermek közül, tanulmányi eredményei is messze elmaradtak szülei várakozásától. A fizikailag erős, de gyenge szellemi képességű fiút apja lakatosinasnak adta. A lakatosműhelyben sorozatban gyártották a divatos díszítő-lakatos munkákat. Díszes vasrácsokat, kapukat, lámpatartókat készítettek.
A fiatal inas hamar kitűnt szorgalmával és kreatív képességeivel, melyre az iparos iskola rajztanára, Lajos is felfigyelt aki nyomban felismerte tehetségét és biztatta képességei kibontakoztatására. Munkáival egyre inkább elbűvölte környezetét és segédvizsgájára olyan remekművű vasrácsot készített, hogy a lakatoscéh mesterei a segédlevél mellé egy aranyérmet is átnyújtottak neki.

### Ifjúkora
Ismerősei, barátai mind sikeres jövőt jósoltak a jó kezű lakatoslegénynek, ő azonban többre vágyott. Szülővárosának utcáit járva sokszor megcsodálta az épületek szobordíszítéseit, nemkülönben Georg Raphael Donnernek a Szent Márton dóm főoltárát díszítő lovasszobrát és elhatározta, hogy egykor majd ő is ilyen remekműveket fog alkotni. Szülei azonban nem rendelkeztek megfelelő anyagiakkal ahhoz, hogy magas színvonalon taníttassák. Fadrusz tehát ügyességét kamatoztatva fából különféle használati tárgyakat kezdett faragni, kezdetben otthon, majd 1875-től egy zayugróci fafaragóműhelyben dolgozott.
Katonaideje egy részét Prágában töltötte, ahol megcsodálhatta a város híres szobrait, épületeit. A katonaság után porcelánfestéssel is megpróbálkozott és ezt is oly tökélyre vitte, hogy a herendi porcelángyár magas fizetést ígérve el akarta csábítani. A fiatalember azonban másra vágyott. Gipszszobrok készítésével próbálkozott és 1883-ban egyik ilyen munkáját bemutatta a pozsonyi Hummel szoboralap javára rendezett kiállításon. Műve itt tűnt fel Tilgner Viktornak, a bécsi akadémia szobrásztanárának, aki rögtön felismerte az ifjú tehetségét. Tilgner elismerő szavainak hamar híre ment a városban és ennek nyomán a pozsonyi Takarékpénztár vezetősége úgy döntött, hogy ösztöndíjjal támogatja Fadrusz taníttatását, de kikötötte, hogy Tilgner műtermében kell tanulnia.

### Úton a hírnév felé

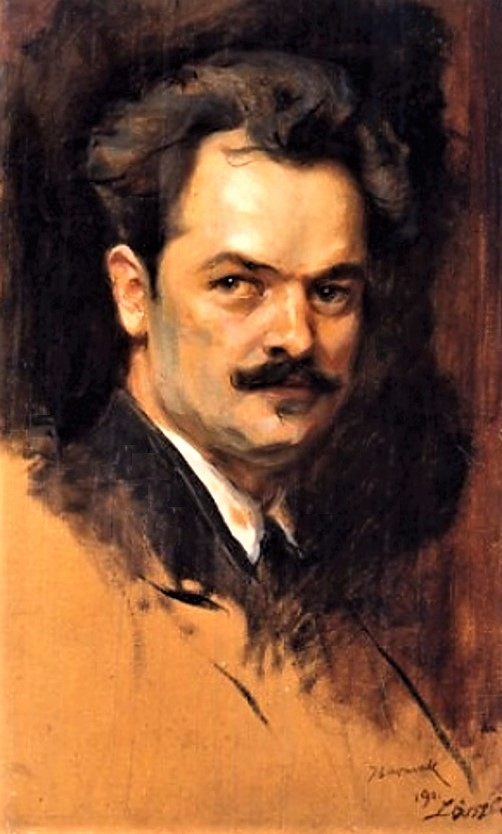
Fadrusz János

Fadrusz 1886-ban utazott Bécsbe és már az első időszakban kivívta mestere elismerését. Hogy szorult anyagi helyzetében pénzt is keressen portrékat készített ismerőseiről és tehetősebb polgároktól fogadott el megrendeléseket. Különösen szülővárosának polgárai igyekeztek így támogatni tehetségének kibontakozását. Igazából azonban mindig nagyméretű szobrok elkészítésére vágyott és ehhez Tilgner műtermét nem tartotta megfelelőnek. Ezért rövidesen Edmund von Hellmert választotta mesterének, akinek művészetét sokkal közelebb érezte magához.
1890-ben Szabin nők elrablása című művére akadémiai pályadíjat kapott. Itt, Bécsben fejlődött ki személyisége, itt a német környezetben vált szenvedélyes hazafivá is, akit megragadott a múlt nagy magyarjainak személyisége és az rányomta bélyegét későbbi művészetére is. Itt ismerte meg feleségét, Deréky Annát (1872-1950), aki az életben hű társa, művészetében pedig értő kritikusa volt, és aki szobrásznak sem volt tehetségtelen. 1895. február 25-én kötöttek házasságot a budavári római katolikus plébánián, esküvői tanúik Szlávy József koronaőr, a magyar felsőház elnöke, Hajnik Imre egyetemi tanár és Klobusiczky János országgyűlési képviselő voltak.
Fadrusz 1891-ben elkészítette vizsgamunkáját, melyhez a kereszten függő korpusz témáját érezte megfelelőnek. Mikor modelljei már nem bírták, magát kötöztette keresztre, hogy tanulmányozhassa a szenvedő emberi test anatómiáját és minden részletét. Az elkészült mű nem csak művésztársait ejtette ámulatba, hanem mesterét, Hellmert is. A feszület az 1892-93. évi Országos Képzőművészeti Kiállításon a Műcsarnok fő helyén a bejárattal szemben kapott helyet és a látogatók csodájára jártak. A mű, amely a kiállítás nagydíját kapta mind a szakma, mind a műkedvelők körében egy csapásra ismertté tette. A mű annyira kedvelt lett, hogy másolatai az ország különböző részeibe kerültek, jutott belőle Pozsonyba, Budapestre, Szegedre, Gödöllőre, de még az angliai Exeterbe is. Végül ennek bronz másolata került később a művész sírja fölé is a Kerepesi temetőben.

### Nagy alkotások

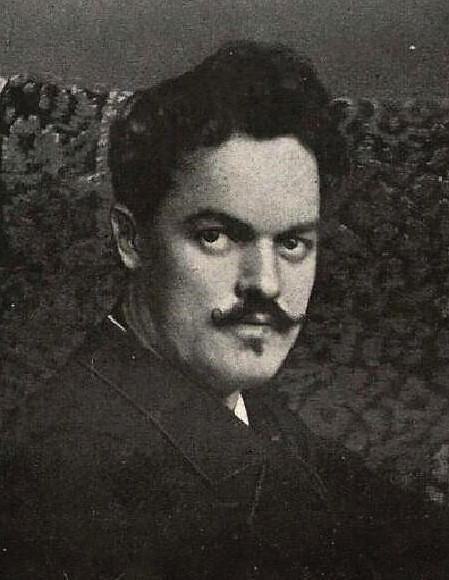
Fadrusz János

Fadrusz első nagy megbízását szülővárosától kapta. A pozsonyi koronázási domb helyére kellett egy monumentális emlékművet elkészíteni. A művész Mária Terézia magyar királynő alakját választotta, azt a pillanatot, amikor a pozsonyi országgyűlésen a magyar főnemesség védelmezőn állt Mária Terézia trónja mellé. A főalak egy kétszeres életnagyságú lovasszobor, melyen a királynő méltóságteljesen ül a lován, két oldalán egy-egy magyar főúr alakja, amint védelmezőn állnak mellette. A szobrot 1897. május 16-án avatták fel Pozsonyban és szépségének csakhamar híre ment, a korabeli sajtó is hosszasan méltatta. Sajnálatos, hogy Fadrusznak ez az első nagy mesterműve 1921 október 26-án a Csehszlovák Légió katonái vandalizmusának esett áldozatul, akik a felismerhetetlenségig összetörték.

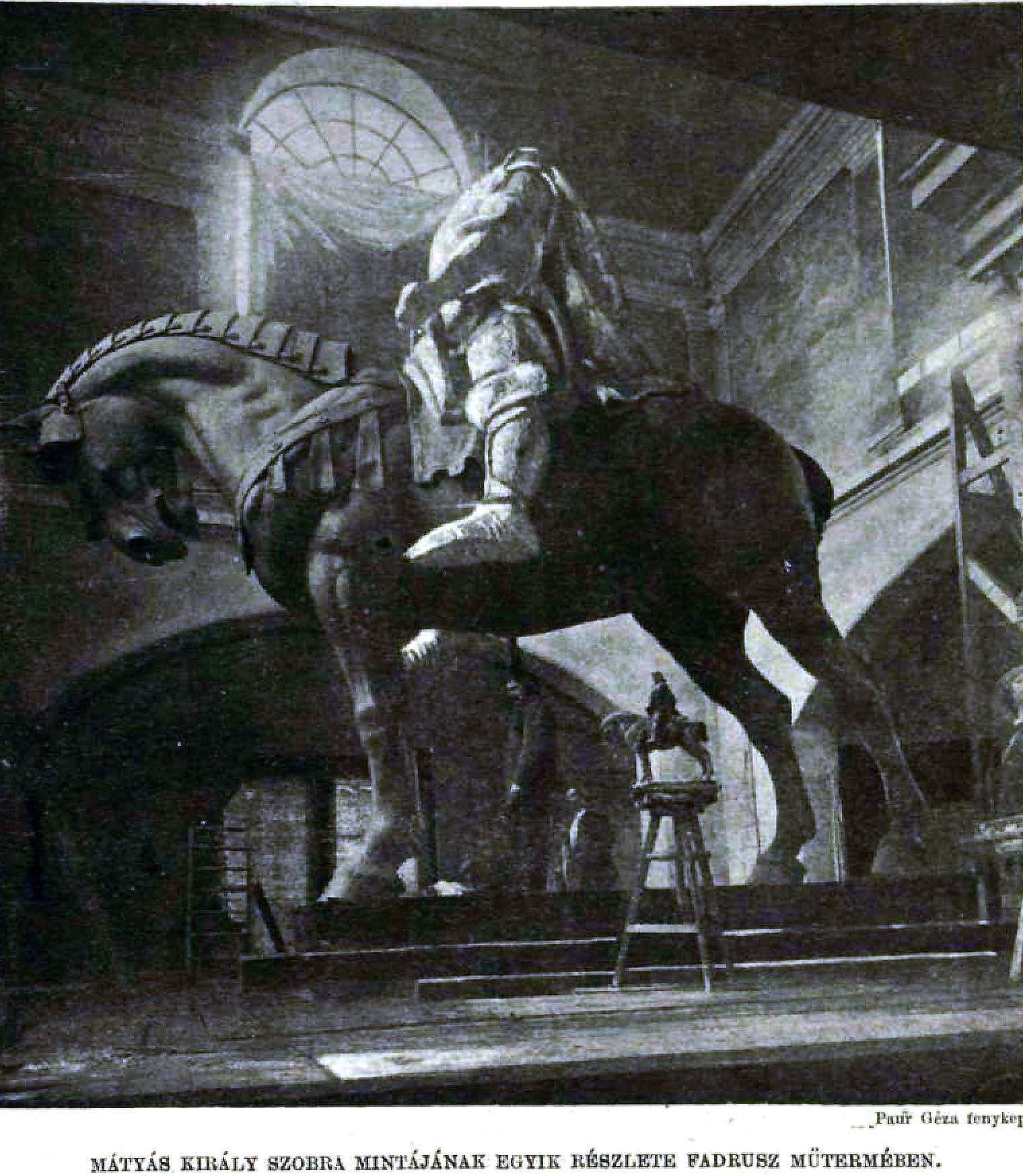
A készülő Mátyás király emlékmű főalakja a Naphegyen lévő Lisznyai utcai műteremben

A szobor átütő sikere végleg meghozta a hírnevet Fadrusznak, és végre jelentős anyagiakhoz is juttatta. Budapestre költözött és csakhamar megépítette korszerű műtermét és villáját a Naphegy déli lejtőjén.
A mester időközben újabb nagy megbízáshoz jutott. Kolozsvár városa ugyanis már régóta tervezte egy Mátyás-emlékmű felállítását. A mű elkészítésére kiírt pályázat első díját Fadrusznak ítélték. A szobor a nagy királyt abban a pillanatban ábrázolja, amikor egy vár bástyájáról harci ménjén ülve győztes hadaira tekint. Arcáról erő és fenség sugárzik. A szobor talapzata mellett állnak a fekete sereg vezérei: Magyar Balázs, Kinizsi Pál, Szapolyai István, Báthory István. A mű gipszmodelljét 1900-ban bemutatták a párizsi világkiállításon, ahol a több száz szobor között, a kiváló kortársainak és vetélytársainak, a nemzeti szobrászat megteremtőinek, Zala György és Strobl Alajos szobrásznűvésznek a műveivel együtt, a kiállítás Grand Prix elismerésével jutalmazták. A bronzszobrot 1902 októberében avatták fel fényes ünnepségek közepette Kolozsvárott. A művészt József főherceg Vaskorona-renddel tüntette ki, a várostól pedig díszpolgárságot és egyetemi doktori címet kapott. Az alkotás Fadrusz művészetének leghíresebb alkotása, egyben munkásságának csúcspontja.
A Mátyás-szoborral szinte egy időben avatták fel Fadrusz harmadik nagy művét, a Wesselényi-emlékművet Zilahon. Az emlékmű az 1838-as nagy pesti árvíz hősét, a nép barátját, a harcos szellemű reformkori politikust ábrázolja, amint a lépcsős talapzatról lelépve az előtte álló jobbágy szemébe nézve annak vállára teszi a kezét. Az emlékművet 1935-ben a románok eltávolították, talapzatát szétverték, de Észak-Erdély visszacsatolása után 1942-ben sikerült eredeti állapotában visszaállítani, és ma is ott látható.

### Befejezetlen művek, meg nem valósult tervek
Fadrusz még egy nagy megbízást kapott, Tisza Lajos szegedi emlékművét kellett elkészítenie, de a mester ebből már csak a főalakot alkothatta meg.
Ugyancsak tervezett egy monumentális emlékművet Erzsébet királynéról, de ennek megbízását nem sikerült megszereznie. A sikertelenség valósággal letaglózta, egyre súlyosabban jelentkezett tüdőbaja is, és ágynak esett. Miközben a betegség egyre jobban elhatalmasodott rajta, ő még egyre tervezgetett. Számos nagyszerű megbízása volt még egyebek közt Kecskemét városától Kossuth és Rákóczi szoborra, a budapesti bazilikába Szent István-szoborra, Csatádra Lenau-emlékműre.
Stószfürdőn, majd egy pesti magánszanatóriumban keresett gyógyulást. Tervei megvalósításában véglegesen megakadályozta korai halála 1903. október 25-én.

### Emlékezete
- Budapest I. kerület, mellszobor

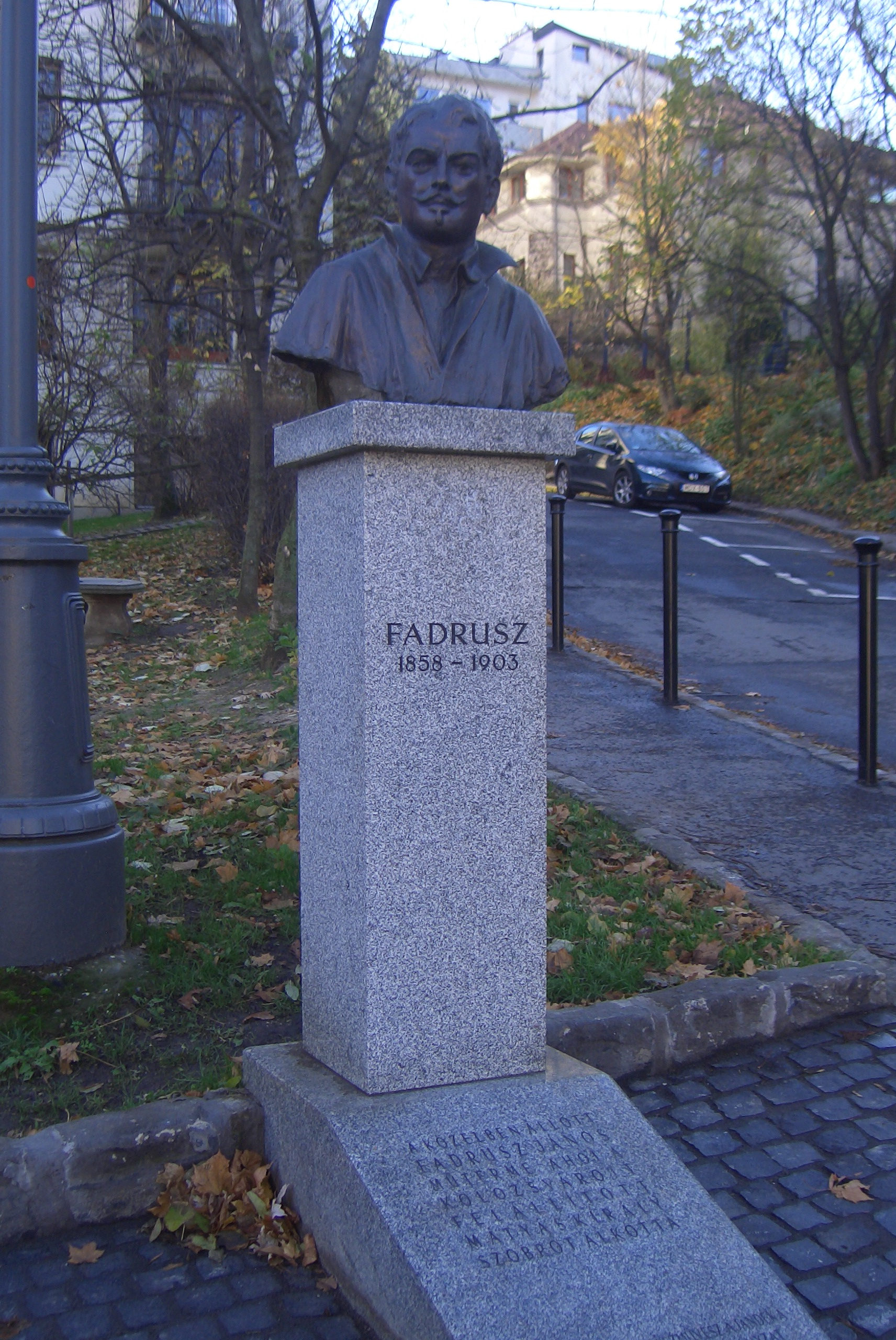
Mellszobra Budapest I. kerületében, a Naphegyen

- Pozsony, 1912-től a második világháború végéig közterületen, majd végül 1959-től a Pozsonyi Városi Galéria raktárában[7]

Gyermek nem maradt utána, de tanítványai folytatták munkásságát és befejezték félbehagyott műveit. Oldalági leszármazottja Bornai Tibor zenész.

### A rovásírásról
A Magyar rovás-írás, ősi kultúránk e vitás kérdése, perdöntő fordulóra ért. Kitudódott, hogy a rovás-írás nemcsak emlék - de való, eleven kincse a nemzetnek, hogy még maig is él a magyar nép között és hibátlanul föntartja eleink ősi kulturáját
… Látnoki szemmel nézem a jövőt… Mily perspektiva! … Látom jönni az időt, mikor iskoláinkban tanítani fogják gyermekeinket őseink betűrendszerére. Az építőművészet (magyar) stilusát megrekonstruálják lelkes mestereink és a középületek homlokán rovásirásban fogjuk olvasni egy-egy intézet rendeltetését. Mert hiszen az idegenre nézve nem egészen mindegy-e, hogy a magyar szöveg minemű betűvel van a ház homlokára irva, holott érteni úgy sem érti, de legalább látja őseinknek legsajátabb kezeirását. Ellenben minden magyar büszkén fönnlobogó szívvel fogja az idegennek mutatni a rovott fölirást és magyarázni, hogy őseink évezredek óta… ezekkel a betűkkel irtak… És ez a mienk volt, mi föntartottuk és föntartjuk immár mindörökre a magunkénak, magyarnak.

## Képgaléria

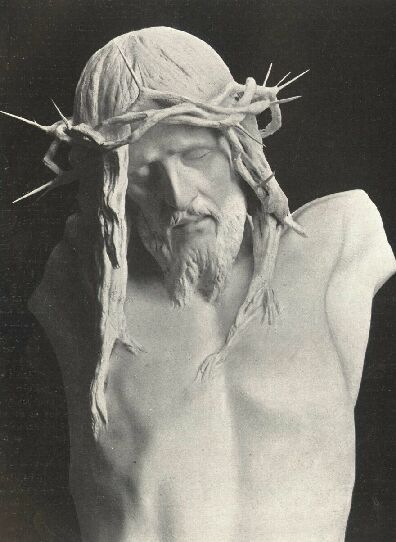
Krisztus torzó (1892), Magyar Nemzeti Galéria, Budapest
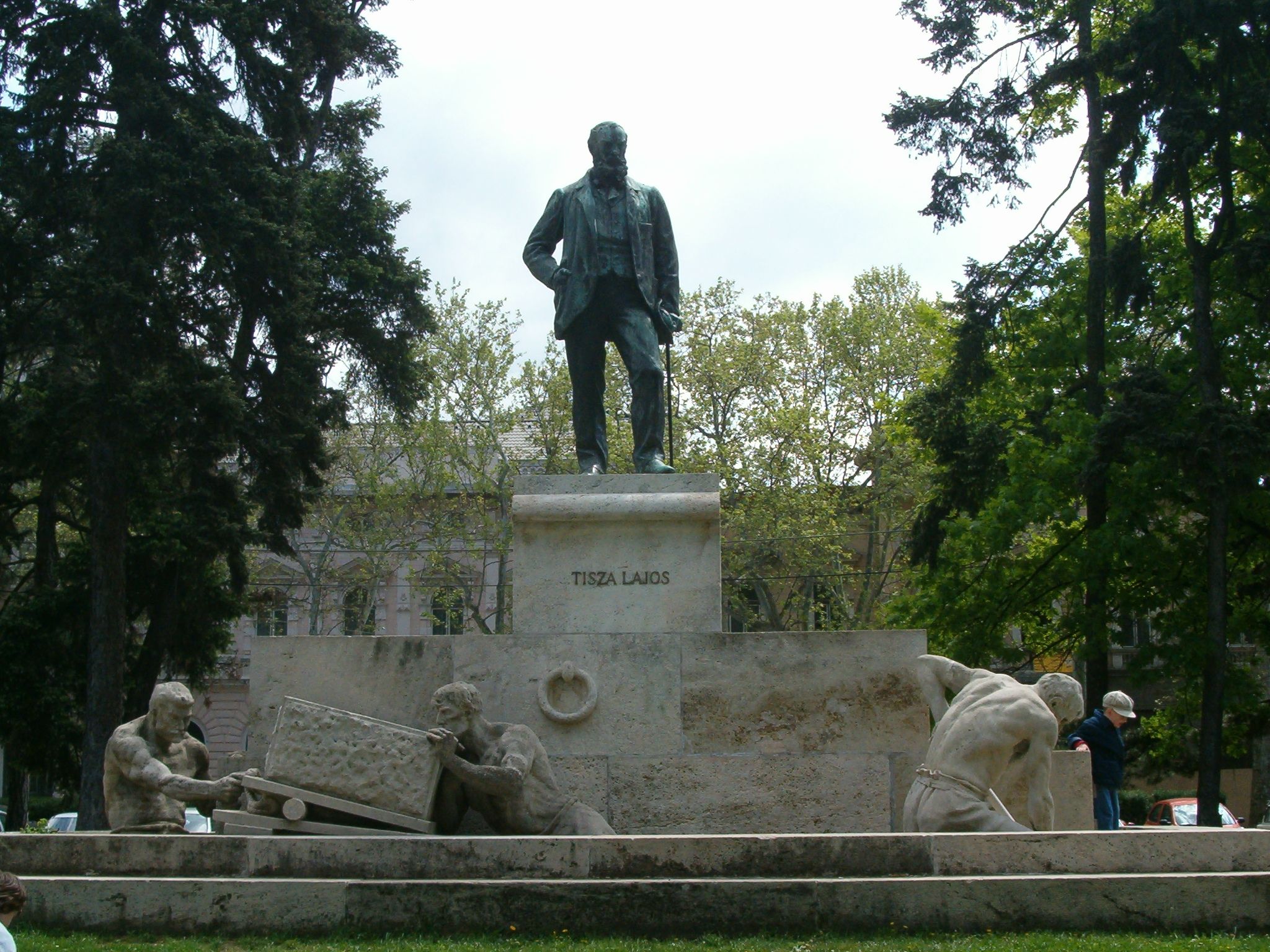
Tisza Lajos szobra Szegeden
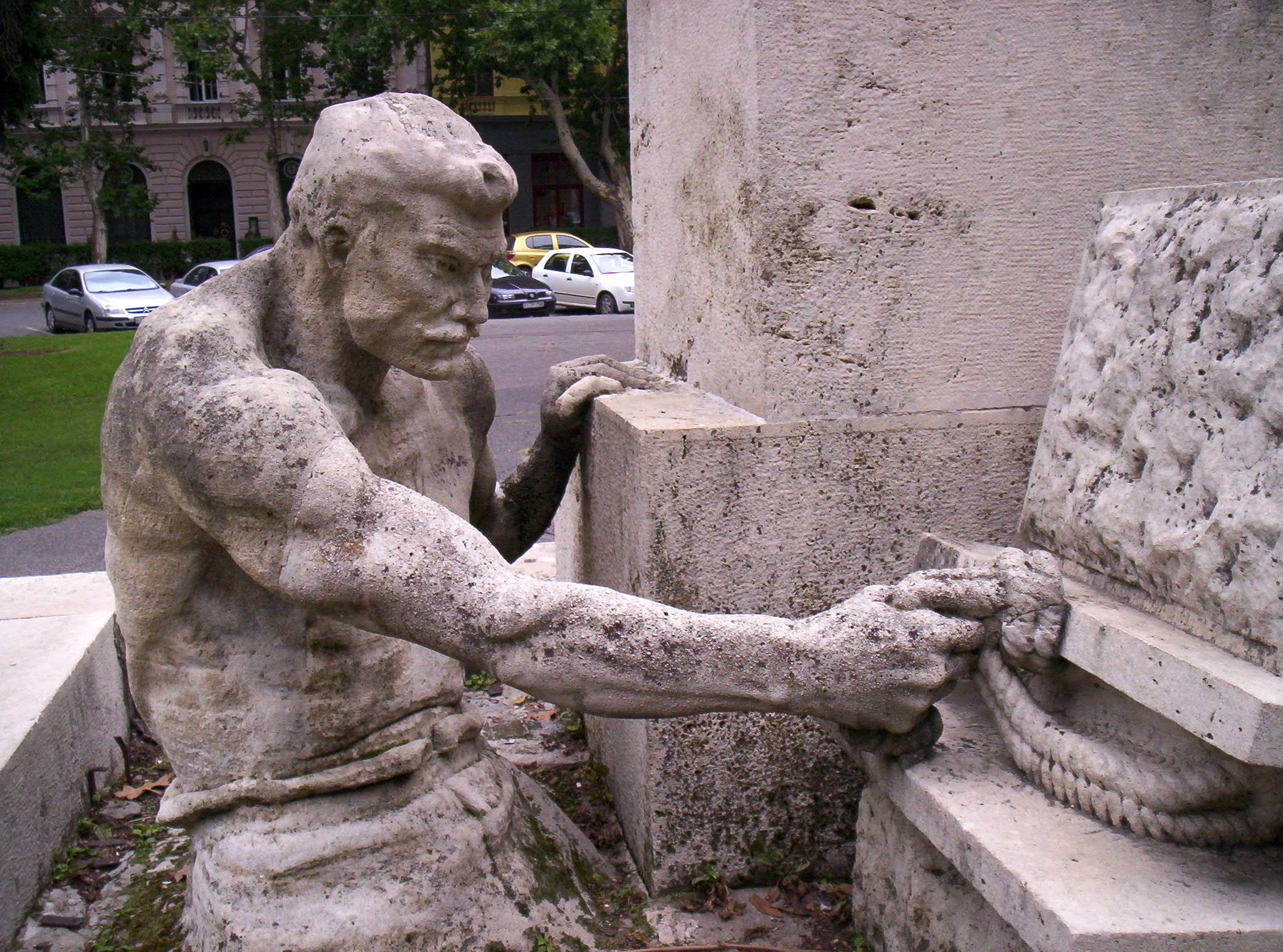
Tisza Lajos szobrának mellékalakja
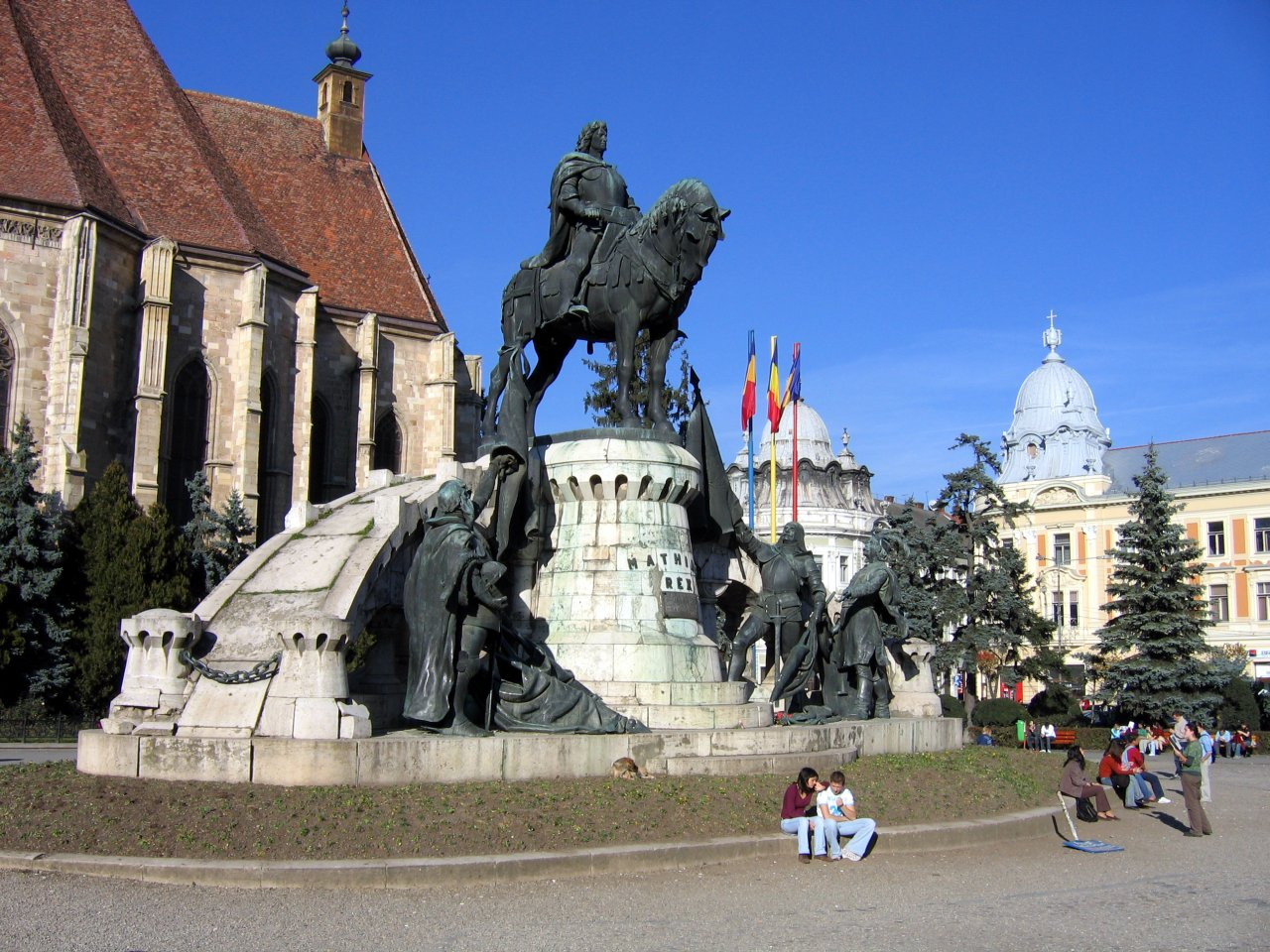
Mátyás király lovasszobra Kolozsvárott
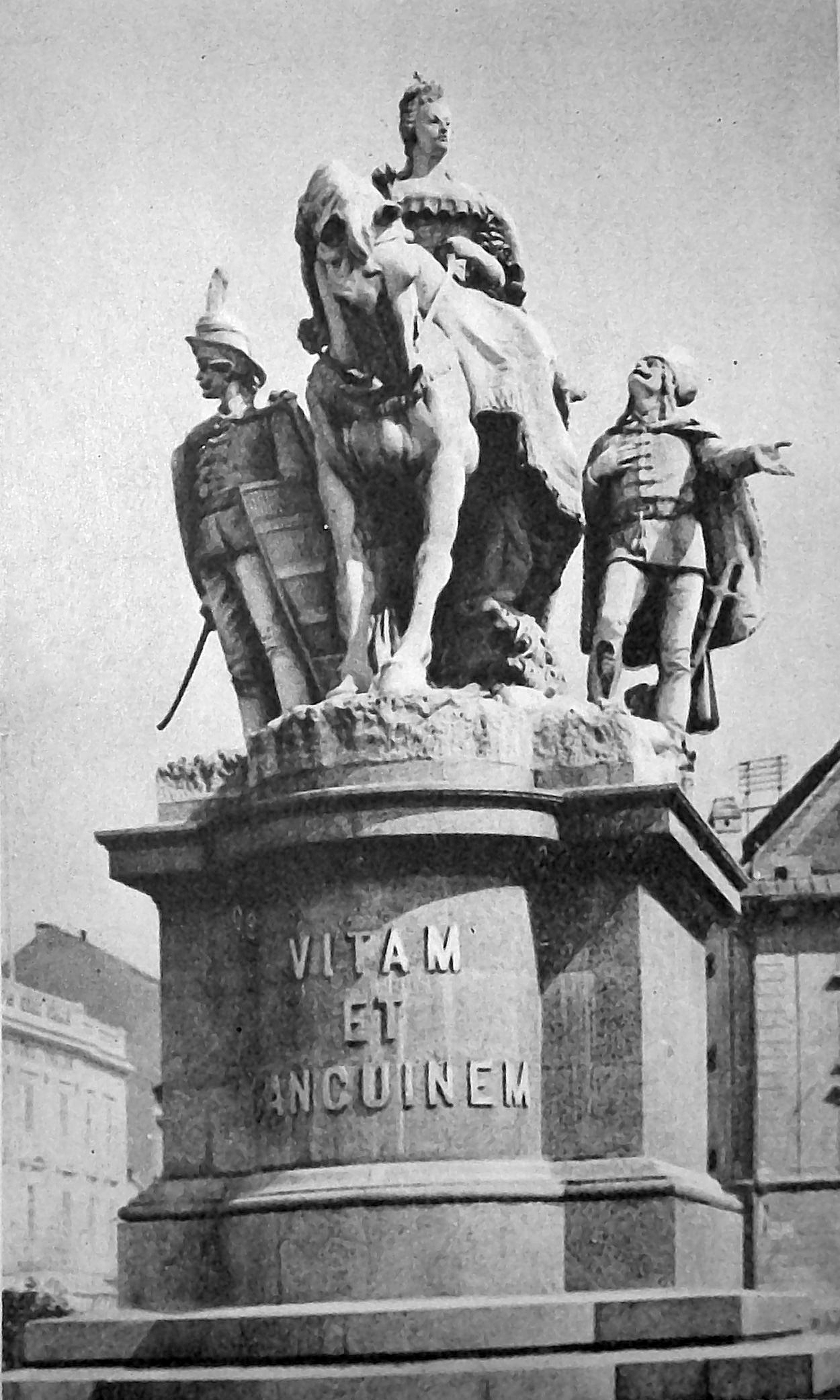
A pozsonyi Mária Terézia szobor. Fadrusz János alkotása. A cseh légionáriusok lerombolták.
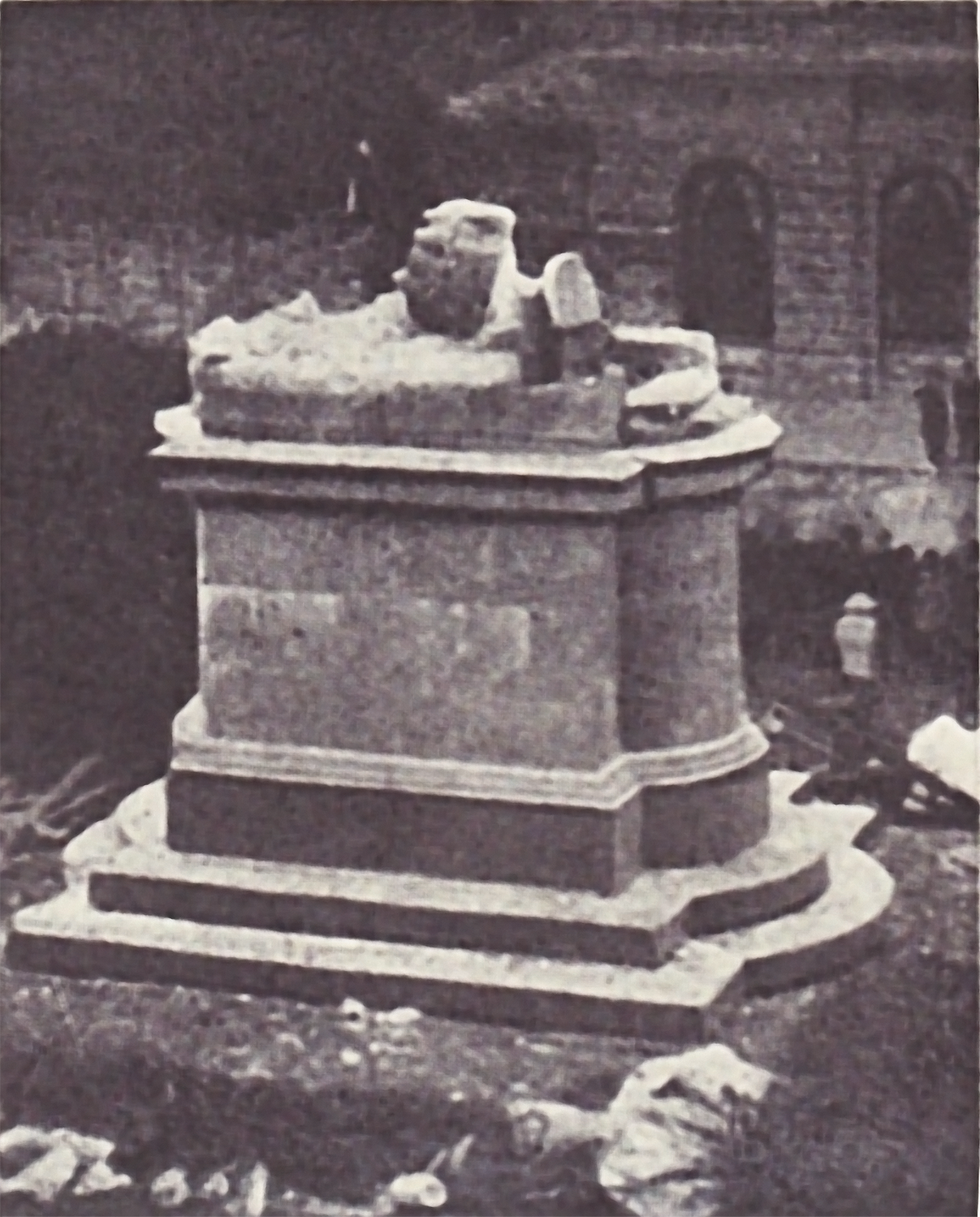
Az elpusztított Mária Terézia-szobor talapzata
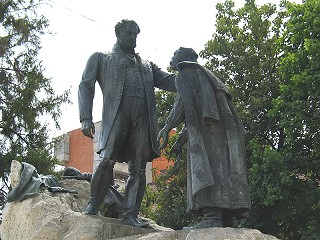
A Wesselényi szoborcsoport Zilahon
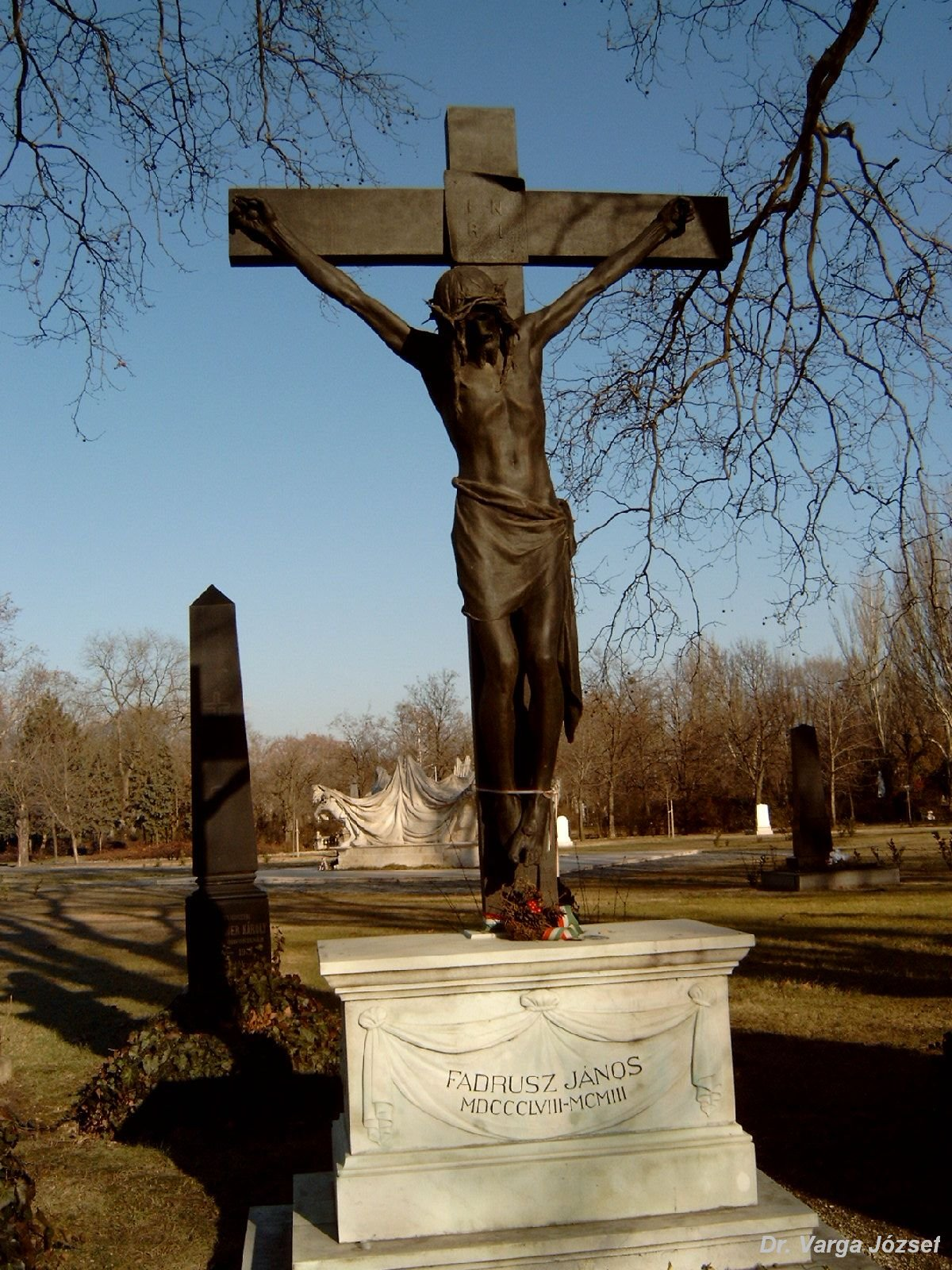
Fadrusz János sírja Budapesten. Kerepesi temető: 28-díszsor-30. A művész saját alkotása.
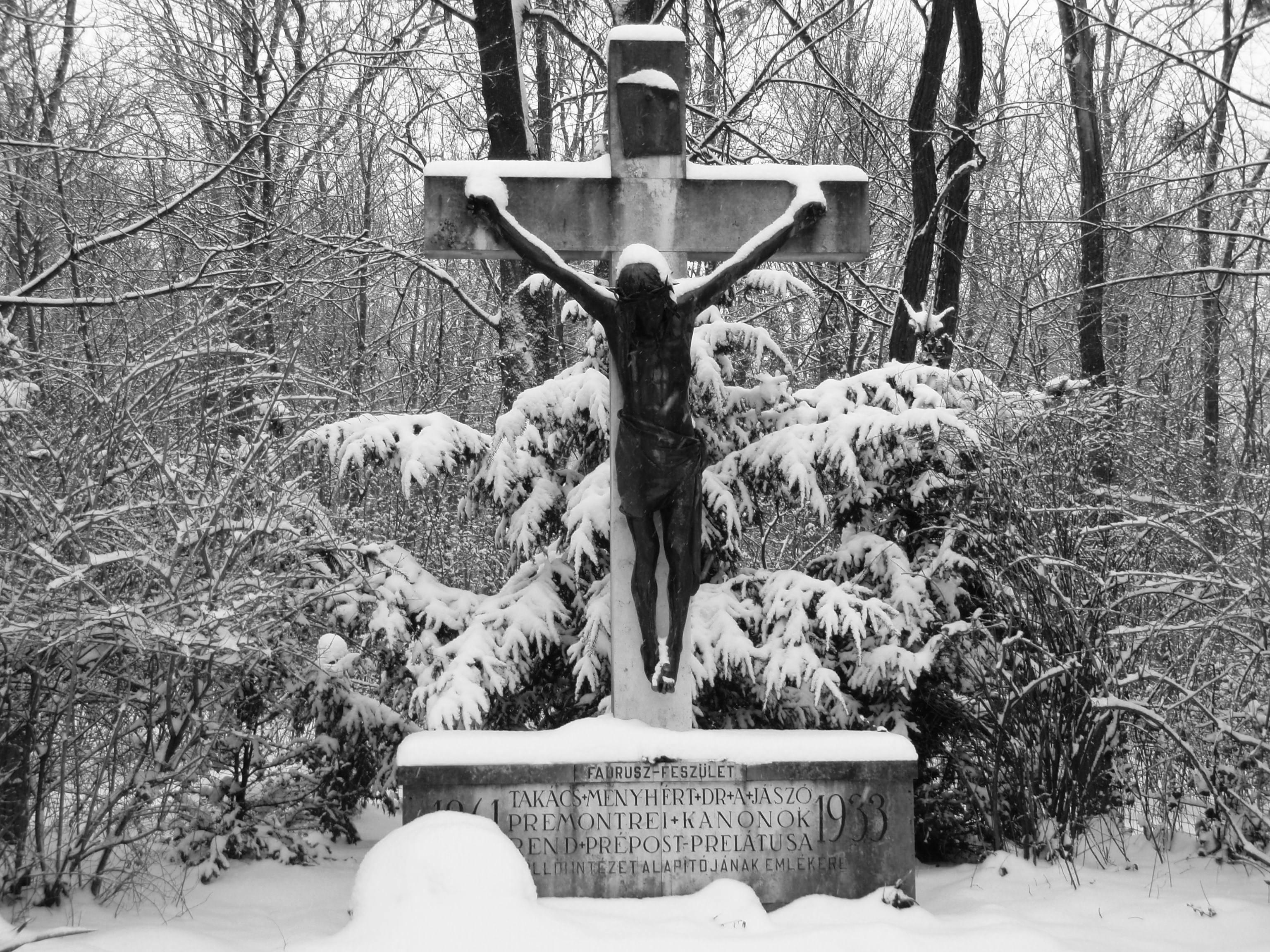
Takács Menyhért (1861-1933) prépost prelátus sírján 1935-ben helyezték el a Fadrusz János által készített Feszület bronzmásolatát Gödöllőn